# Hubert Drouais

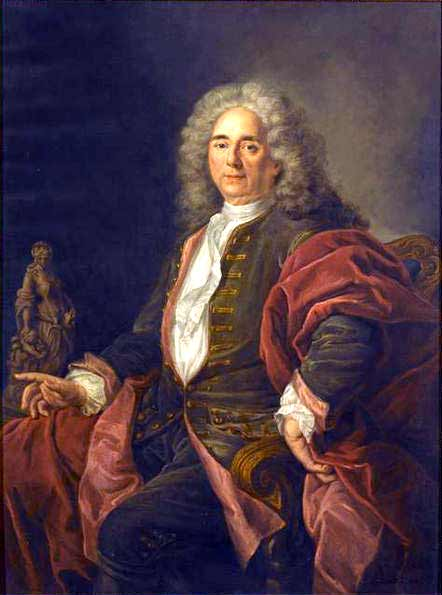
Porträtt av skulptören Robert Le Lorrain, oljemålning av Hubert Drouais 1730, Louvren.

Hubert Drouais, född 5 maj 1699, död 9 februari 1767, var en fransk konstnär.
Drouais var far till François-Hubert Drouais.
Drouais var särskilt känd som porträttminiatyrist och blev 1744 hovmålare.